# سنت آگوستین (ماداگاسکار)
سنت آگوستین (به لاتین: Saint Augustin) یک منطقهٔ مسکونی در ماداگاسکار است که در تولیارا دوم واقع شده‌است. سنت آگوستین ۱۵٬۰۰۰ نفر جمعیت دارد و ۳۹ متر بالاتر از سطح دریا واقع شده‌است.